# TAGLN
TAGLN (англ. Transgelin) – білок, який кодується однойменним геном, розташованим у людей на короткому плечі 11-ї хромосоми. Довжина поліпептидного ланцюга білка становить 201 амінокислот, а молекулярна маса — 22 611. В літературі позначається як SM22, SM22-alpha, transgelin та ін.
| 10         |  | 20         |  | 30         |  | 40         |  | 50         |
| ---------- |  | ---------- |  | ---------- |  | ---------- |  | ---------- |
| MANKGPSYGM |  | SREVQSKIEK |  | KYDEELEERL |  | VEWIIVQCGP |  | DVGRPDRGRL |
| GFQVWLKNGV |  | ILSKLVNSLY |  | PDGSKPVKVP |  | ENPPSMVFKQ |  | MEQVAQFLKA |
| AEDYGVIKTD |  | MFQTVDLFEG |  | KDMAAVQRTL |  | MALGSLAVTK |  | NDGHYRGDPN |
| WFMKKAQEHK |  | REFTESQLQE |  | GKHVIGLQMG |  | SNRGASQAGM |  | TGYGRPRQII |
| S          |  |            |  |            |  |            |  |            |

A: Аланін

C: Цистеїн

D: Аспарагінова кислота

E: Глутамінова кислота

F: Фенілаланін

G: Гліцин

H: Гістидин

I: Ізолейцин

K: Лізин

L: Лейцин

M: Метіонін

N: Аспарагін

P: Пролін

Q: Глутамін

R: Аргінін

S: Серин

T: Треонін

V: Валін

W: Триптофан

Кодований геном білок за функціями належить до м'язових білків, фосфопротеїнів. 
Задіяний у такому біологічному процесі, як ацетилювання. 
Білок має сайт для зв'язування з молекулою актину. 
Локалізований у цитоплазмі. 
Експресується в дорослих гладеньких міоцитах. Пов'язаний з калпаніном. Використовується в якості маркера гладеньких міоцитів.